# Joyce Randolph

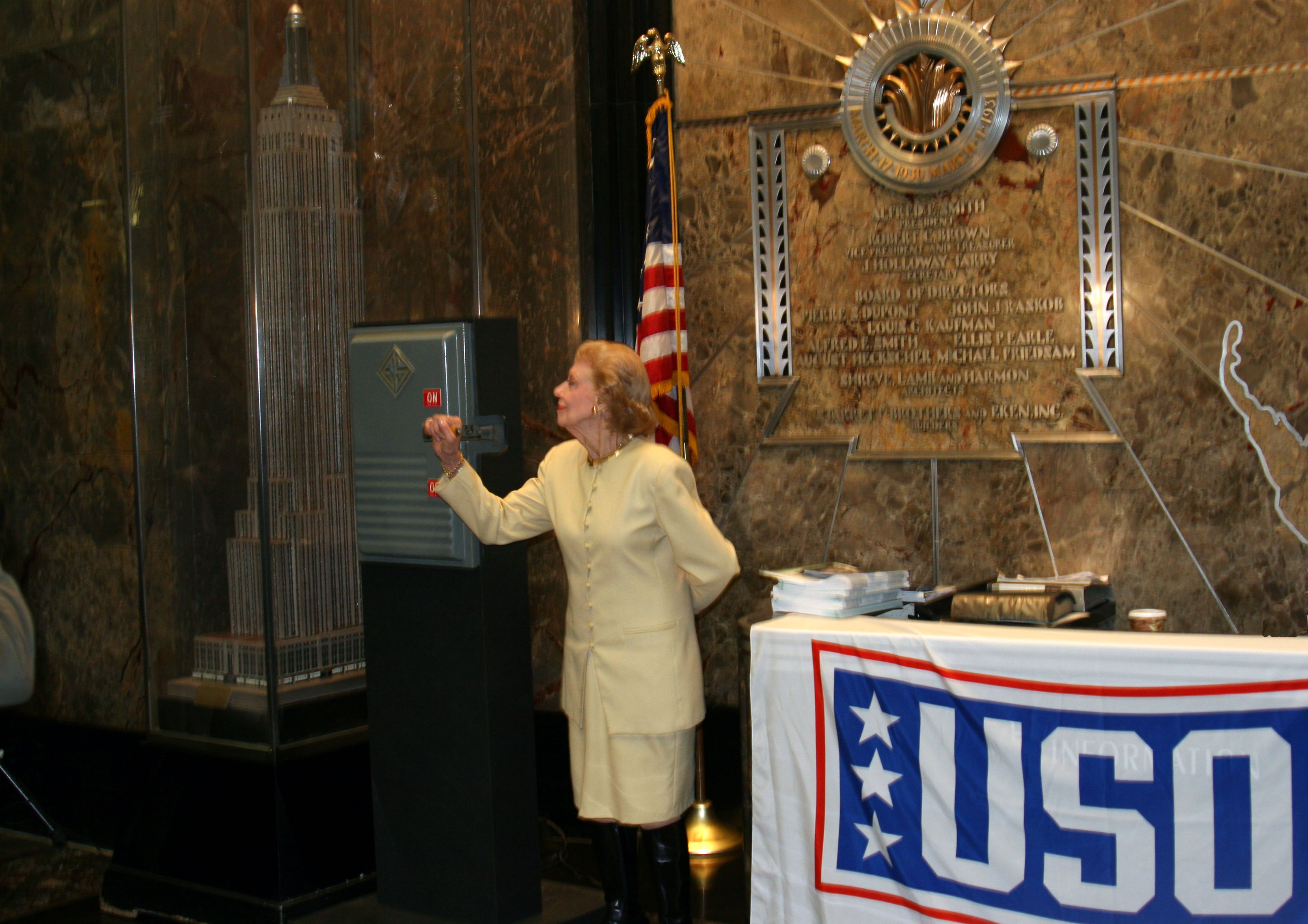
Joyce Randolph bei einer Veranstaltung im Empire State Building, Februar 2006

Joyce Randolph (* 21. Oktober 1924 in Detroit, Michigan als Joyce Sirola; † 13. Januar 2024 in New York City) war eine US-amerikanische Schauspielerin. Bekanntheit erlangte sie durch ihre Rolle als Trixie Norton in der 1955 bis 1956 produzierten Sitcom The Honeymooners.

## Leben
Joyce Randolph wurde 1924 als Joyce Sirola in Detroit geboren. 1943 zog sie nach New York, um dort eine Karriere als Schauspielerin zu beginnen. Nach einigen Rollen am Broadway erhielt sie ihre ersten Auftritte in Fernsehserien und Werbespots. 1944 spielte sie unter Nennung ihres Geburtsnamens ihre erste Filmrolle in Gander Sauce.
1951 wurde Randolph durch einen Werbespot von dem Komiker und späteren Filmpartner Jackie Gleason entdeckt, durch den sie als Gast in vier Folgen der Serie Cavalcade of Stars auftrat und dort zum ersten Mal in Sketchen die Rolle der Trixie Norton spielte, die zuvor einmalig von Elaine Stritch dargestellt wurde. In derselben Rolle war Randolph zudem seit 1952 in 95 Episoden der Jackie Gleason Show zu sehen, ehe sie 1955 für die Sitcom The Honeymooners gecastet wurde. Bis 1956 entstanden 39 Episoden. Seit dem Tod von Art Carney im November 2003 war sie die letzte noch lebende Darstellerin der Serie, die in den USA als ein großer und prägender Klassiker im Bereich des Sitcom-Genres gilt.
Joyce Randolph trat bis zur Jahrtausendwende als Darstellerin im Theater und Fernsehen auf, ehe sie ihre Karriere mit 76 Jahren beendete. Zuletzt war sie 2000 in einer kleinen Rolle in der Tragikomödie Everything’s Jake zu sehen. Ihr Schaffen umfasst 18 Film- und Fernsehproduktionen. Von 1955 bis zu dessen Tod im Jahr 1997 war Randolph mit dem Marketingleiter Richard Lincoln Charles verheiratet, das Paar bekam einen gemeinsamen Sohn.
Randolph verstarb am 13. Januar 2024 in New York City.
Sie wurde 99 Jahre alt.

## Filmografie (Auswahl)
- 1944: Gander Sauce (Fernsehfilm)
- 1951–1952: Cavalcade of Stars (Fernsehserie, vier Folgen)
- 1952–1957: The Jackie Gleason Show (Fernsehshow, 95 Folgen)
- 1955–1956: The Honeymooners (Fernsehserie, 39 Folgen)
- 1964: The Nurses (Fernsehserie, eine Folge)
- 1991: Hi Honey, I’m Home (Fernsehserie, eine Folge)
- 2000: Everything’s Jake